# Idol 2021
Idol 2021 var TV-programmet Idols sjuttonde säsong i Sverige. Säsongen hade premiär den 23 augusti 2021, och hade sin final i Avicii Arena i Stockholm den 10 december. Finalen vanns av Birkir Blær. I samtliga huvudsändningar var Pär Lernström programledare och under de direktsända programmen fick han artisten Anis Don Demina som bisittare. Don Demina var även programledare för det nya programmet Idolraketen som blev en egen kvaltävling i fyra episoder efter den inspelade auditionturnén. Juryn utgjordes i denna säsong av Kishti Tomita, Alexander Kronlund, Katia Mosally och Anders Bagge. Mosally var den här säsongen ett nytillskott i juryn efter att den tidigare jurymedlemmen Nikki Amini valde att lämna programmet efter föregående års final.

## Tävlingsupplägg
I vanlig ordning inleddes Idol med en auditionturné som även innefattade en slutaudition. I samband med att turnén TV-sändes med start i augusti 2021 genomfördes en digital turné i TV4 Play kallad Idolraketen. Från slutaudition valde juryn ut 20 deltagare som gick vidare till kvalveckan där det avgjordes vilka 13 deltagare som gick vidare till veckofinalerna. Alla kvalprogram och veckofinaler sändes från en TV-studio i Spånga i västra Stockholm mellan den 20 och 24 september samt mellan 1 oktober och 3 december. En vecka senare, den 10 december, avgjordes finalen i Avicii Arena i Stockholm.

### Förändring i resultatpresentationen
En av säsongens nyheter blev att omröstningarna i de sju första direktsända veckofinalerna gjordes om. Istället för att låta tittarna avgöra resultatet i samband med respektive sändning utökades röstningen till att pågå under en hel vecka, det vill säga fram till nästkommande sändning. Därefter ropades deltagarna upp en och en tills det bara var två eller tre kvar där minst en person hade fått lägst stöd och fick lämna programmet direkt. Programmets jury hade möjligheten att rädda kvar en deltagare om de ville, vilket de också valde att göra.
Från och med den åttonde veckofinalen har TV4 valt att återgå till den tidigare röstningsmodellen, vilket innebär att resultaten avgörs samma fredag och inte under en hel vecka.

## Auditionturnén
Auditionstäderna för den här säsongen blev Göteborg, Stockholm, Malmö och Umeå. Besöken förlades under våren 2021.
Likt den föregående säsongen (2020) kunde man på grund av coronavirusutbrottet endast ansöka till säsongen igenom ett förinspelat framträdande. Det innebar också att den slutliga auditionturnén fick ske delvis digitalt vilket skedde genom att juryn satt i rummet som vanligt och tittade på de sökandes framträdande på en skärm, medan andra som inte tillhörde riskgrupper genomförde sin audition som vanligt framför juryn. Nytt för den här säsongen blev däremot att man efter att ha skickat in sin digitala ansökan/audition till programmet blev inbjuden att göra en så kallad audition live för Idol-redaktionen. Momentet slutaudition förlades likt föregående säsong till de orter som Idol besökte under auditionturnén istället för att ha en gemensam slutaudition för alla som gått vidare efter juryns beslut.

### Idolraketen
För den som inte sökte till Idol under auditionturnén våren 2021 gavs chansen att ansöka genom TV-programmet Idolraketen som sändes i fyra avsnitt i TV4 Play med Anis Don Demina som programledare. Deltagarna gick igenom samma steg som i det vanliga programmet fast snabbare, och efter detta möttes till slut alla deltagare och fick tävla mot varandra i ett helt nytt moment. Slutligen valdes de 20 bästa deltagarna ut indelade i de fyra regionerna Norrland, Västkusten, Skåne och Stockholm. Från varje region kunde endast en deltagare ta sig vidare till den ordinarie tävlingen. Dessa personer är markerade i fetstil.
| Norrland | Västkusten | Skåne | Stockholm |
| --- | --- | --- | --- |
| - Ebba Elf, 18 år, Sundsvall - Elliot Westerlund, 23 år, Östersund - Judith Nordberg, 18 år, Örnsköldsvik - Kim Ohvo, 26 år, Sunne - Nadine Eljazzar, 20 år, Borlänge | - Daniel Jonasson, 18 år, Järpås - Engla Ejdehage, 18 år, Gränna - Fredrik Andersson, 23 år, Grästorp - Isak Falklander, 18 år, Göteborg - Josefin Nordberg, 23 år, Falkenberg | - Alicia Mashoun, 16 år, Malmö - Alva Åhl Ericsson, 17 år, Halmstad - Leo Fransson, 19 år, Karlskrona - Marina Molina, 19 år, Staffanstorp - Nikola Antic, 20 år, Karlskrona | - Alexandra Salomonsson, 25 år, Stockholm - Cerefie Thelander, 20 år, Uppsala - Ella Öberg, 23 år, Stockholm - Jacqline Mossberg Mounkassa, 23 år, Stockholm - Leo Toivosson, 17 år, Skinnskatteberg |

1. ↑  Mitt under inspelningen av det sista avsnittet av Idolraketen valde Daniel Jonasson som blev Västkustens utvalda Idolraket att hoppa av tävlingen då han kände att han inte hade den ambitionen som krävdes. TV4 tog då tillbaka Ella Öberg, som tidigare hade duellerat mot Jacqline Mossberg Mounkassa om att bli Stockholms idolraket, in i tävlingen. Det hela slutade med att både Öberg och Mossberg Mounkassa gick vidare till nästa moment som idolraketer. På grund av Jonassons avhopp blev det därmed ingen idolraket från Västkustsregionen som var med i det sista Idolraketsavsnittet.[11]

### Idolgiget[11]
Förutom att man i år har infört Idolraketen till programmet så har man även infört ännu ett nytt koncepct, nämligen Idolgiget, där alla deltagare som har gått vidare från respektive slutauditions utmanas innan de går in i kvalveckan. Det nya momentet sändes på både TV4 och TV4 Play torsdagen den 16 september. Nästan alla deltagare gick vidare till kvalveckan respektive Sista chansen förutom Evandro Laurens och Jonatan Holmberg som därmed gick miste om chansen om att få komma till kvalveckan.

### Sista chansen[12]
Då juryn hade svårt att välja mellan de fyra sista deltagarna bestämdes det att de skulle göra upp om den sista platsen i kvalveckan i momentet Sista chansen som sändes i TV4 Play med start den 20 september. Det hela avgjordes i en duell mellan två av deltagarna.  Den fetmarkerade deltagaren gick vidare till kvalveckan. 
- Ella Öberg, 23 år, Stockholm
- Hayet Elmir, 21 år, Stockholm
- Karolina Westberg, 24 år, Visby
- Sunny Taylor, 20 år, Billeberga

## Topp 20 till kvalet
Deltagarna nedan var de som slutligen blev utvalda att gå vidare från slutaudition till kvalveckan. De listas i alfabetisk ordning.
De fetmarkerade personerna gick vidare till veckofinalerna. 
- Alexandra Imper, 24 år, Göteborg
- Amena Alsameai, 20 år, Vimmerby
- Annika Wickihalder, 20 år, Örnsköldsvik
- Birkir Blær, 21 år, Göteborg
- Daut Ajvaz, 18 år, Trollhättan
- Eduardo Lidvall, 18 år, Åkersberga
- Erik Elias Ekström, 28 år, Kungälv
- Emma Petersson Håård, 19 år, Malmö
- Fredrik Lundman, 29 år, Piteå
- Hamodi Jawad, 18 år, Göteborg
- Isabel Neib, 28 år, Ankarsvik
- Jacqline Mossberg Mounkassa, 23 år, Stockholm (vinnare Idolraketen)
- Jones Alsaadi, 19 år, Malmö
- Lana Sulhav, 23 år, Malmö
- Linus Gustafsson, 18 år, Karlskrona
- Lisa Hübbinette Sundström, 21 år, Stockholm (Örebro)
- Philip Ström, 24 år, Åshammar
- Pär Lindberg, 28 år, Örebro
- Siri Leijon, 16 år, Svartsjö
- Sunny Taylor, 20 år, Billeberga (vinnare Sista chansen)

## Kvalveckan
20 deltagare som valts ut från slutaudition, Idolraketen samt Sista chansen tävlade om att bli de 12 deltagare som får medverka i veckofinalerna som sänds under hösten 2021. 
Upplägget för kvalveckan blev att deltagarna delades in grupper om fem där varje grupp tävlade i fyra avsnitt mellan den 20 och 23 september. Varje deltagare framförde varsin låt och sedan var det upp till tittarna att rösta fram två deltagare per program som fick gå vidare till kvalfinalen den 24 september. I kvalfinalen kom sedan de åtta deltagarna som gick direkt till final att tävla tillsammans med sex wildcards som valdes in av jurykvartetten. Av de 14 som tävlade i kvalfinalen åkte en ut, och utöver den personen kommer ytterligare en person att få lämna redan innan den första veckofinalen sänds.

### Kvalprogrammen innan kvalfinalen[13]

#### Kvalprogram 1
Sändes den 20 september 2021. Vinnare i programmet blev Fredrik Lundman och Lana Sulhav.

#### Kvalprogram 2
Sändes den 21 september 2021. Vinnare i programmet blev Pär Lindberg och Amena Alsameai.

#### Kvalprogram 3
Sändes den 22 september 2021. Vinnare i programmet blev Annika Wickihalder och Philip Ström.

#### Kvalprogram 4
Sändes den 23 september 2021. Vinnare i programmet blev Daut Ajvaz och Erik Elias Ekström.

### Kvalfinalen
Sändes den 24 september 2021. Nedan presenteras de deltagare som valdes ut att tävla i kvalfinalen, både de som röstades vidare från kvalprogrammen respektive de sex deltagare som juryn valde ut till sina wildcards.  
Startfältet presenteras i startordning (samt de låtar som framfördes). 
1. Erik Elias Ekström - "Vi kommer att dö samtidigt" (Säkert)
2. Pär Lindberg - "Rosanna" (Toto)
3. Siri Leijon - "Don't Watch Me Cry" (Jorja Smith)
4. Lana Sulhav - "Bad Romance" (Lady Gaga)
5. Birkir Blær - "Sexy and I Know It" (Noah Guthrie)
6. Amena Alsameai - "Zombie" (The Cranberries)
7. Linus Gustafsson - "Fan va bra" (Jakob Karlberg)
8. Philip Ström - "Grace" (Lewis Capaldi)
9. Fredrik Lundman - "Stad i ljus" (Tommy Körberg)
10. Jacqline Mossberg Mounkassa - "7 Rings" (Ariana Grande)
11. Daut Ajvaz - "My All" (Mariah Carey)
12. Annika Wickihalder - "Dancing With the Devil" (Demi Lovato)
13. Sunny Taylor - "Lately" (Stevie Wonder)
14. Emma Petersson Håård - "Should I Stay or Should I Go" (The Clash)

#### Juryns wildcards
1. Siri Leijon
2. Birkir Blær
3. Linus Gustafsson
4. Jacqline Mossberg Mounkassa
5. Sunny Taylor
6. Emma Petersson Håård

#### Utröstningen
Listar här nedan de två sist utropade deltagarna, varav den ena erhöll minst antal tittarröster. 
| Linus Gustafsson | Siri Leijon |

Fotnot: Den av dessa två här ovan namngivna deltagarna som är markerad med mörkgrå färg (den till vänster) var den som tvingades lämna tävlingen.

## Veckofinalerna
Fredagarna mellan den 1 oktober och 3 december kommer tio veckofinaler att sändas där från början 13 deltagare kommer att framträda och ju fler sändningar som fortgår desto fler kommer att lämna Idol via tittarnas omröstningar. I varje veckofinal uppträder deltagarna med olika framträdanden och sedan får tittarna avgöra genom telefon-, SMS- och applikationsröstning vilka deltagare som ska få stanna kvar respektive åka hem. 
En nyhet för de sju första sändningarna var att omröstningen i respektive program pågick under en hel vecka, från en veckofinal fram till den nästkommande. Deltagarna som får tillräckligt mycket röster för att "sitta säkert" blev sedan uppropade en i taget i en slumpvis vald ordning och fick uppträda på scenen med sitt nya framträdande. Slutligen återstod två eller tre personer varav en eller två av dessa hade fått lägst stöd och fick därmed lämna Idol. Den deltagare som fick stanna kvar hade nödvändigtvis inte fått näst/tredje lägst stöd i omröstningen. Från och med den åttonde veckofinalen har TV4 valt att återgå till den tidigare röstningsmodellen, vilket innebär att resultaten avgörs samma fredag och inte under en hel vecka.
Likt föregående säsong kunde juryn dela ut en så kallad livboj till en utröstad deltagare. Kravet som sattes var att alla fyra jurymedlemmar skulle vara överens om beslutet och de kunde bara dela ut en livboj i säsongen. I den tredje veckofinalen valde juryn att dela ut livbojen.

### Första veckofinalen: This is it
Den första veckofinalen sändes den 1 oktober 2021. Vilka av de 13 deltagarna som fick medverka avgjordes i den tittaromröstning som pågick från det att föregående sändning hade avslutats fram till en kort stund in i sändningen av denna veckofinal. Nedan presenterades deltagarna i startordning.
1. Amena Alsameai - "Therefore I Am" (Billie Eilish)
2. Fredrik Lundman - "Old Time Rock & Roll" (Bob Seger)
3. Erik Elias Ekström - "I'm So Happy" (Salem Al Fakir)
4. Jacqline Mossberg Mounkassa - "Say My Name" (Destiny's Child)
5. Daut Ajvaz - "Señorita" (Justin Timberlake)
6. Pär Lindberg - "Säg mig var du står" (Carola & Zara Larsson)
7. Emma Petersson Håård - "These Boots Are Made For for Walkin'" (Nancy Sinatra)
8. Philip Ström - "River" (Bishop Briggs)
9. Birkir Blær - "No Good" (Kaleo)
10. Sunny Taylor - "Finesse" (Bruno Mars)
11. Lana Sulhav - "Crazy" (Gnarls Barkley)
12. Annika Wickihalder - "Too Good" (Drake feat. Rihanna)

#### Utröstningen (resultat av omröstninginnansändningen)
Den av de två nedan namngivna deltagarna som är markerad med mörkgrå färg (den till vänster) var den som fick minst antal röster i den omröstning som avslutades i början av själva veckofinalen. 
| Siri Leijon | Annika Wickihalder |

Juryns livboj: Efter att Siri Leijon hade uppträtt med låten "Physical" (av Dua Lipa) valde juryn att inte dela ut sin livboj till henne. I och med det fick Siri lämna Idol.

### Andra veckofinalen: Made in Sweden
Den andra veckofinalen sändes den 8 oktober 2021. Vilka av deltagarna som fick medverka avgjordes i den tittaromröstning som startade i föregående veckofinal (den 1 oktober) och som avslutades i samband med att sändningen av denna veckofinal började.
Temat för sändningen var "Made in Sweden" som lade fokus på den svenska musikexporten med låtar som var gjorda av bland andra svenska låtskrivare. Under sändningarna uppträdde även artisten Ed Sheeran som gästartist.
1. Lana Sulhav - "Toxic" (Britney Spears)
2. Erik Elias Ekström - "Stone cold" (Demi Lovato)
3. Daut Ajvaz - "Dj Got Us Fallin' In Love" (Usher ft. Pitbull)
4. Emma Petersson Håård - "Comeback" (Ella Eyre)
5. Philip Ström - "Love Me Like You Do" (Ellie Goulding)
6. Sunny Taylor - "Can't Feel My Face" (The Weeknd)
7. Annika Wickihalder - "Since U Been Gone" (Kelly Clarkson)
8. Amena Alsameai - "Believer" (Imagine Dragons)
9. Jacqline Mossberg Mounkassa - "God Is a Woman" (Ariana Grande)
10. Birkir Blær - "Husavik (My Hometown)" (My Marianne, Will Ferrell)
11. Fredrik Lundman - "It's My Life" (Bon Jovi)

#### Utröstningen (resultat av omröstninginnansändningen)
Den av de två nedan namngivna deltagarna som är markerad med mörkgrå färg (den till vänster) var den som fick minst antal röster i den omröstning som avslutades i början av själva veckofinalen. 
| Pär Lindberg | Fredrik Lundman |

Juryns livboj: Efter att Pär Lindberg hade uppträtt med låten "Carry You Home" (av James Blunt) valde juryn att inte dela ut sin livboj till honom. I och med det fick Pär lämna Idol.

### Tredje veckofinalen: Världens bästa låtar
Den tredje veckofinalen sändes den 15 oktober 2021. Vilka av deltagarna som fick medverka avgjordes i den tittaromröstning som startade i föregående veckofinal (den 8 oktober) och som avslutades i samband med att sändningen av denna veckofinal började.
Temat för sändningen var "Världens bästa låtar" där redaktionen hade utgått ifrån topp 500 i Rolling Stones Magazine. Förutom deltagarna uppträdde gruppen Måneskin som gästartist.
1. Annika Wickihalder - "Respect" (Aretha Franklin)
2. Sunny Taylor - "Imagine" (John Lennon)
3. Emma Petersson Håård - "(I Can't Get No) Satisfaction" (The Rolling Stones)
4. Philip Ström - "Dancing On My Own" (Robyn)
5. Erik Elias Ekström - "Seven Nation Army" (The White Stripes)
6. Jacqline Mossberg Mounkassa - "Crazy In Love" (Beyoncé)
7. Birkir Blær - "A Change Is Gonna Come" (Sam Cooke)
8. Lana Sulhav - "Bohemian Rhapsody" (Queen)
9. Fredrik Lundman - "Rolling In The Deep" (Adele)
10. Amena Alsameai - "I Will Always Love You" (Dolly Parton-version) (Whitney Houston)

#### Utröstningen (resultat av omröstninginnansändningen)
Den av de två nedan namngivna deltagarna som är markerad med mörkgrå färg (den till vänster) var den som fick minst antal röster i den omröstning som avslutades i början av själva veckofinalen. 
| Daut Ajvaz | Amena Alsameai |

Juryns livboj: Efter att Daut Ajvaz hade framfört ”Yesterday” (av The Beatles) beslutade juryn att dela ut sin livboj till honom. Daut fick därmed stanna kvar i tävlingen.

### Fjärde veckofinalen: Mitt födelseår
Den fjärde veckofinalen sändes den 22 oktober 2021. Vilka av deltagarna som fick medverka avgjordes i den tittaromröstning som startade i föregående veckofinal (den 15 oktober) och som avslutades i samband med att sändningen av denna veckofinal började. Deltagaren Daut Ajvaz satt dock helt säkert i och med att han hade tilldelats juryns livboj i den föregående sändningen.
Temat för sändningen var "Mitt födelseår" där deltagarna framförde låtar från det år de föddes. Utöver deltagarnas framträdanden uppträdde artisten Darin som gästartist.
1. Birkir Blær - "Yellow" (Coldplay)
2. Daut Ajvaz[a] - "7 Days" (Craig David)
3. Jacqline Mossberg Mounkassa - "Iris" (Goo Goo Dolls)
4. Amena Alsameai - "Come Along" (Titiyo)
5. Annika Wickihalder - "Lady Marmalade" (Christina Aguilera)
6. Sunny Taylor - "Shackles (Praise You)" (Mary Kay)
7. Lana Sulhav - "I Don’t Want To Miss A Thing" (Aerosmith)
8. Fredrik Lundman - "Chattahoochee" (Alan Jackson)
9. Philip Ström - "Don’t Speak" (No Doubt)
10. Erik Elias Ekström - "Magaluf" (Orup)

1. ↑  Då Daut Ajvaz fick juryns livboj blev han automatiskt direktkvalificerad till den femte veckofinalen.[16]

#### Utröstningen (resultat av omröstninginnansändningen)
Den av de två nedan namngivna deltagarna som är markerad med mörkgrå färg (den till vänster) var den som fick minst antal röster i den omröstning som avslutades i början av själva veckofinalen och som därmed fick lämna Idol. 
| Emma Petersson Håård | Erik Elias Ekström |

### Femte veckofinalen: Juryns val
Den femte veckofinalen sändes den 29 oktober 2021. Vilka av deltagarna som fick medverka avgjordes i den tittaromröstning som startade i föregående veckofinal (den 22 oktober) och som avslutades i samband med att sändningen av denna veckofinal började.
Temat för sändningen var "Juryns val" där deltagarna framförde låtar som juryn hade valt åt dem. Utöver deltagarnas framträdanden uppträdde artisten Tove Styrke som gästartist.
1. Fredrik Lundman - "I Want It That Way" (Backstreet Boys)
2. Annika Wickihalder - "Take Me To Church" (Hozier)
3. Erik Elias Ekström - "You’re Beautiful" (James Blunt)
4. Jacqline Mossberg Mounkassa - "Stay" (Rihanna och Mikky Ekko)
5. Sunny Taylor - "Skate" (Bruno Mars)
6. Amena Alsameai - "Ocean Eyes" (Billie Eilish)
7. Lana Sulhav - "Ain’t No Sunshine" (Bill Withers)
8. Birkir Blær - "Leave The Door Open" (Silk Sonic)
9. Daut Ajvaz - "U Got It Bad" (Usher)

#### Utröstningen (resultat av omröstninginnansändningen)
Den av de två nedan namngivna deltagarna som är markerad med mörkgrå färg (den till vänster) var den som fick minst antal röster i den omröstning som avslutades i början av själva veckofinalen och som därmed fick lämna Idol. 
| Philip Ström | Daut Ajvaz |

### Sjätte veckofinalen: Abba
Den sjätte veckofinalen sändes den 5 november 2021. Vilka av deltagarna som fick medverka avgjordes i den tittaromröstning som startade i föregående veckofinal (den 29 oktober) och som avslutades i samband med att sändningen av denna veckofinal började.
Temat för sändningen var låtar gjorda av musikgruppen Abba som en hyllning till gruppens senaste albumsläpp. Det var tittarna som hade fått röstat fram vilka Abba-låtar som deltagarna skulle framföra. I inledningen av sändningen genomförde deltagarna ett gemensamt medley där de framförde Abba-låten "Money, Money, Money". Förutom detta uppträdde även artisten Daniela Rathana som gästartist.
1. Jacqline Mossberg Mounkassa - "Thank You For the Music"
2. Daut Ajvaz - "Dancing Queen"
3. Annika Wickihalder - "When All Is Said And Done"
4. Birkir Blær - "Lay All Your Love On Me"
5. Erik Elias Ekström - "Take A Chance On Me"
6. Lana Sulhav - "One of us"
7. Fredrik Lundman - "The Winner Takes It All"
8. Sunny Taylor - "Summer Night City"

#### Utröstningen (resultat av omröstninginnansändningen)
Den av de två nedan namngivna deltagarna som är markerad med mörkgrå färg (den till vänster) var den som fick minst antal röster i den omröstning som avslutades i början av själva veckofinalen och som därmed fick lämna Idol. 
| Amena Alsameai | Sunny Taylor |

### Sjunde veckofinalen: I’m in the band
Den sjunde veckofinalen sändes den 12 november 2021. Vilka av deltagarna som fick medverka avgjordes i den tittaromröstning som startade i föregående veckofinal (den 5 november) och som avslutades i samband med att sändningen av denna veckofinal började. Temat för sändningen var att deltagarna ingick i husbandet och uppträdde med dessa. Förutom detta uppträdde Molly Hammar och Tusse som gästartister.
1. Sunny Taylor - "Superstition" (Stevie Wonder)
2. Lana Sulhav - "Back to black" (Amy Winehouse)
3. Birkir Blær - "It’s a man’s man’s man’s world" (James Brown)
4. Fredrik Lundman - "Soul man" (Sam and Dave)
5. Erik Elias Ekström - "Life on Mars" (David Bowie)
6. Annika Wickihalder - "I’d rather go blind" (Etta James)
7. Jacqline Mossberg Mounkassa - "Drunk in love" (Beyoncé)

#### Utröstningen (resultat av omröstninginnansändningen)
Den av de två nedan namngivna deltagarna som är markerad med mörkgrå färg (den till vänster) var den som fick minst antal röster i den omröstning som avslutades i början av själva veckofinalen och som därmed fick lämna Idol. 
| Daut Ajvaz | Jacqline Mossberg Mounkassa |

### Åttonde veckofinalen: Duetter
Den åttonde veckofinalen sändes den 19 november 2021. Till skillnad från de tidigare sju veckofinalerna slopades det tidigare utröstningsmomentet och istället fick alla sju deltagare genomföra nya framträdanden tillsammans med respektive duettpartner. Först under själva resultatsändningen stängdes tittarröstningen där de två deltagare som hade fått lägst antal röster åkte ut. Nedan presenteras deltagarna, duettpartnerna och framförda låtar.
1. Fredrik Lundman & Roger Pontare – ”När vindarna viskar mitt namn”
2. Annika Wickihalder & Viktor Norén - "Guldet blev till sand”
3. Sunny Taylor & Kaliffa – ”Det strålar så om dig”
4. Lana Sulhav & Alba August – ”So alive”
5. Birkir Blær & Peter Jöback – ”Falla fritt”
6. Jacqline Mossberg Mounkassa & Petra Marklund – ”Cry for you”
7. Erik Elias Ekström & Lisa Ekdahl – ”Vem vet”

#### Utröstningen (resultat av omröstningeftersändningen)
De två nedan namngivna deltagarna som är markerade med mörkgrå färg (de till vänster) var de som fick minst antal röster i den omröstning som avslutades i slutet av själva veckofinalen och som därmed fick lämna Idol. 
| Erik Elias Ekström | Sunny Taylor | Fredrik Lundman |

### Nionde veckofinalen: Kärlek
Den nionde veckofinalen, som även gick under namnet kvartsfinal med temat Kärlek, sändes den 26 november 2021. Den här kvällen uppträdde även Caspar Camitz som kom trea under föregående års säsong som gästartist och sjöng sin låt "Cold Train".
1. Jacqline Mossberg Mounkassa – ”When we were young” (Adele)
2. Lana Sulhav – ”Make you feel my love” (Adele)
3. Annika Wickihalder – ”This is me” (Keala Settle)
4. Fredrik Lundman – ”Coyotes” (Don Edwards)
5. Birkir Blær – ”Finally” (James Arthur)

#### Utröstningen (resultat av omröstningeftersändningen)
Den av de två nedan namngivna deltagarna som är markerad med mörkgrå färg (den till vänster) är den som fick minst antal röster i omröstningen och som därmed fick lämna Idol. 
| Fredrik Lundman | Lana Sulhav |

### Tionde veckofinalen: Semifinal – SoMe
Den tionde och sista veckofinalen, den så kallade semifinalen, sändes den 3 december 2021. Under veckan hade tittarna fått ge olika låtförslag till deltagarna som de skulle få välja mellan till fredagens semifinal. Dessutom kom Hanna Ferm, som kom tvåa under 2017 års säsong, och uppträdde som gästartist och sjöng sina låtar "Flyg fula fluga flyg" och "För evigt".

#### Rond 1: Tittarnas förslag
1. Annika Wickihalder - "Fix You" (Coldplay)
2. Birkir Blær - "Sign of the Times" (Harry Styles)
3. Lana Sulhav - "Summertime Sadness" (Lana Del Rey)
4. Jacqline Mossberg Mounkassa - "Halo" (Beyoncé)

#### Rond 2: Hyllning till tittarna
1. Annika Wickihalder - "Skyfall" (Adele)
2. Birkir Blær - "Are You Gonna Be My Girl" (Jet)
3. Jacqline Mossberg Mounkassa - "Cool People" (Chloe & Halle)

#### Utröstningen
Den här kvällen fick två av de fyra kvarstående deltagarna lämna tävlingen efter vardera rond. De deltagare som åkte ut står nedanför indelade i den rond som de åkte ur från.
Rond 1
| Lana Sulhav |

Rond 2
| Annika Wickihalder |

## Finalen
Finalen avgjordes i Avicii Arena i Stockholm den 10 december. Den här kvällen kom Molly Sandén och uppträdde som gästartist och framförde ett medley med ett urval av de låtar som hon har släppt genom åren, där hon även hade med sig Melinda De Lange på scenen. Utöver detta uppträdde även Alan Walker och Benjamin Ingrosso med sin nyaste låt "Man on the Moon".

### Rond 1: Eget val
1. Birkir Blær - "All I Ask" (Adele)
2. Jacqline Mossberg Mounkassa - "Industry Baby" (Lil Nas X & Jack Harlow)

### Rond 2: Da Capo/Best Of
1. Birkir Blær - "It's a Man's Man's Man's World" (James Brown)
2. Jacqline Mossberg Mounkassa - "God Is a Woman" (Ariana Grande)

### Rond 3: Vinnarlåten
1. Birkir Blær - "Weightless"
2. Jacqline Mossberg Mounkassa - "Weightless"

Här nedan listas den deltagare som erhöll flest antal tittarröster och därmed vann Idol 2021.
| Vinnaren    |
| Birkir Blær |